# Repolarització

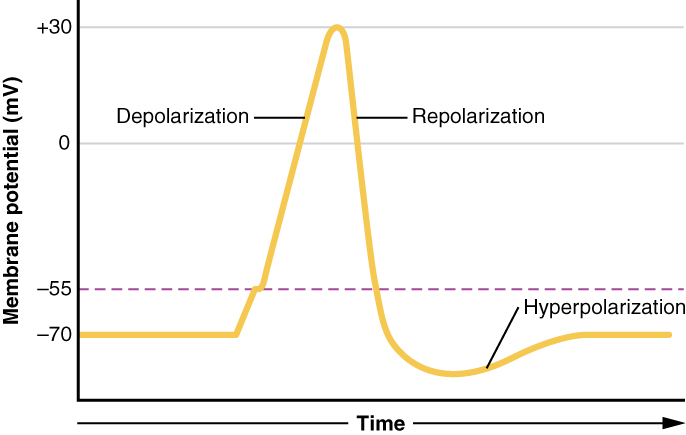
Potencial d'acció en una neurona, mostrant la despolarització i la repolarització.

En la neurociència, la repolarització es refereix al canvi del potencial de membrana que retorna a un valor negatiu just després de la despolarització del potencial d'acció. Canvia el potencial de membrana a un valor positiu. La fase de repolarització generalment retorna el potencial de membrana al potencial de membrana en repòs. L'eflux d'ions  K++ produeix la fase de caiguda d'un potencial d 'acció. Els ions passen a través del  filtre de selectivitat del porus del canal de  K+.
La repolarització sol ser el resultat del moviment de ions K+ carregats positivament fora de la cèl·lula. La fase de repolarització d'un potencial d'acció resulta inicialment en un estat d'hiperpolarització, l'obtenció d'un potencial de membrana, anomenada hiperpolarització, que és més negativa que el potencial de repòs. La repolarització sol durar uns quants mil·lisegons.

## Introducció
La repolarització és una etapa d'un potencial d'acció en què la cèl·lula experimenta una disminució de la tensió a causa del eflux dels ions potassi (K+) al llarg del seu gradient electroquímic. Aquesta fase es produeix després que la cèl·lula assoleixi la seva tensió més alta a partir de la despolarització. Després de la repolarització, la cèl·lula s'hiperpolaritza a mesura que arriba al potencial de membrana en repòs (-70mV). Després de la hiperpolarització, la cèl·lula s'assenta amb un potencial més negatiu que el descans (al voltant de -80 mV) a causa de la lenta inactivació de canals rectificadors retardats K+ de tensió, que són els canals K+ primaris associats amb la repolarització. A totes aquestes tensions baixes, tots els canals de tensió K+ estan tancats i la cèl·lula torna al potencial de repòs. Es diu que una cel·la que experimenta repolarització es troba en el seu període absolut refractari. Altres canals de tensió tancats K+ que contribueixen a la repolarització inclouen canals de tipus A i activats per Ca+.

## Desviacions de la repolarització normal
Els bloquejos en repolarització poden sorgir a causa de modificacions dels canals K+ de tensió. Això es demostra amb el bloqueig selectiu dels canals de tensió tancats K+ amb l'antagonista tetraetilamoni (TEA). Al bloquejar el canal, la repolarització es deté efectivament.  Dendrotoxines són un altre exemple d'un bloquejador farmacològic selectiu per als canals de tensió tancats. La manca de repolarització significa que la neurona es manté en una alta tensió, la qual cosa frena la desinactivació del canal de sodi fins a un punt on no hi ha prou Na+ cap avall per despolaritzar i mantenir el focus.

## Mecanismes de tensió tancats K+
L'estructura del canal K+ de tensió és la de sis hèlixs transmembrana al llarg de la bicapa lipídica. La selectivitat d'aquest canal a la tensió està mediada per quatre d'aquests dominis transmembrana (S1-S4): dominis de detecció de tensió. Els altres dos dominis (S5, S6) formen el porus pel qual travessen els ions. L'activació i la desactivació del canal K+ de tensió està provocada per canvis conformacionals en el domini de la tensió. Específicament, el domini S4 es mou de manera que activa i desactiva el porus. Durant l'activació, hi ha un moviment de S4 cap a l'exterior, que provoca un enllaç de porus VSD més estricte. La desactivació es caracteritza per un moviment de S4 cap a dins.
El canvi de la despolarització a la repolarització depèn dels mecanismes cinètics dels canals K+ i del canal de sodi. Tot i que els dos canals de tensió tancats de Na+ i K+ s'activen aproximadament a la mateixa tensió (-50 mV), els canals de Na+ tenen una cinètica més ràpida i s'activen/desactiven molt més ràpidament. La repolarització es produeix quan l'afluència de Na + disminueix (els canals es desinactiven) i l'augment dels ions K+ a mesura que s'obren els seus canals.

## Repolarització de les cèl·lules d'Atria
Un altre tipus de canal K+ que ajuda a mediar la repolarització a les aurícules humanes és el canal SK [], que són canals K+ que s'activen per l'augment de la concentració de Ca <2+. Específicament, aquests canals s'activen quan Ca  2+  s'uneix a calmodulina (CaM) perquè el lòbul N de CaM interactua amb l'enllaç S4/S5 del canal per induir un canvi conformacional.